# Jouars-Pontchartrain
Jouars-Pontchartrain település Franciaországban, Yvelines megyében. Lakosainak száma 5965 fő (2022. január 1.). Jouars-Pontchartrain Neauphle-le-Château, Coignières, Élancourt, Maurepas, Neauphle-le-Vieux, Plaisir, Saint-Rémy-l’Honoré, Le Tremblay-sur-Mauldre és Villiers-Saint-Frédéric községekkel határos.

## Népesség
A település népességének változása:
| Lakosok száma | 5283 | 5476 | 5715 | 5658 | 5715 | 5772 | 5803 | 5814 | 5965 |
|               | 2013 | 2015 | 2016 | 2017 | 2018 | 2019 | 2020 | 2021 | 2022 |